# توماس ريس (لاعب كرة قدم)
توماس ريس (بالألمانية: Thomas Reis)‏ (4 أكتوبر 1973 بفرتهايم آم ماين في ألمانيا - ) هو مدرب كرة قدم ولاعب كرة قدم ألماني في مركز الدفاع. شارك مع منتخب ألمانيا تحت 21 سنة لكرة القدم. أما مع النوادي، فقد لعب مع آينتراخت فرانكفورت وفالدهوف مانهايم ونادي آوغسبورغ ونادي بوخوم ونادي شتوتغارت واينتراخت ترير 05 ‏ وVfL Bochum II ‏.

## وصلات خارجية
- توماس ريس على موقع قاعدة بيانات كرة القدم.إي يو (الإنجليزية)
- توماس ريس على موقع بيانات كرة القدم. دي إي (الألمانية)
- توماس ريس على موقع Soccerway.com (الإنجليزية)
- توماس ريس على موقع عالم كرة القدم.نت (الإنجليزية)